# Hakachi
Le Hakachi (波勝) était un navire cible de la Marine impériale japonaise en service durant la Seconde Guerre mondiale. Il était le seul navire de sa classe.

## Arrière-plan
Le numéro du projet projet était J32. Avant la guerre du Pacifique, la MIJ voulait augmenter l'efficacité de la formation des bombardiers en vue d'une future guerre. Le Yakaze a été converti en navire cible pour des exercices de bombardement. L'exercice est peu fiable en raison du fin blindage du destroyer. En effet, le Yakaze n'a supporté qu'une bombe de 1 kilogramme.
Le Hakachi a été construit pour résister à une bombe de 10 kg larguée de 4 000 mètres d'altitude. La classe Ōhama sera la prochaine génération de ce type de navire, le Hakachi étant le seul de sa classe.

## Historique
Le Hakachi a été mis en service le 18 novembre 1943. Le 1er décembre, il est affecté à la Flotte combinée. Le 24 décembre, il amarre à Truk et sert de test pour des formations de bombardement. Deux mois plus tard, il est fortement endommagé par un avion américain pendant l'Opération Hailstone. Il s'enfuit à Palaos le 24 février 1944 et est réparé par l'Akashi (en). Le 18 mars, il navigue vers les îles Lingga et le 24 mai, arrive dans le golfe de Davao. Le 1er octobre, il entreprend des opérations d'escorte de convoi. À la fin de la guerre, il se trouve dans la mer intérieure de Seto. Il est plus tard démoli.